# Spudaea ornata
Spudaea ornata är en fjärilsart som beskrevs av Franz Dannehl 1926. Spudaea ornata ingår i släktet Spudaea och familjen nattflyn. Inga underarter finns listade i Catalogue of Life.